# François Cusset
 (septembre 2015).
Pour les articles homonymes, voir Cusset.
François Cusset, né le 9 mars 1969 à Boulogne-Billancourt, est un historien français de la philosophie et un historien des idées, professeur de civilisation américaine à l'université de Nanterre.

## Biographie
Ancien élève de l'École normale supérieure de Saint-Cloud (1988L), François Cusset a été responsable du Bureau du livre français à New York.
Il a été chercheur associé au CNRS (laboratoire Communication et politique) et professeur à l'Institut d'études politiques de Paris.

### Famille
Il est le frère de l'écrivaine Catherine Cusset et du philosophe et comédien Yves Cusset.

## Travaux

### Accueil deFrench Theoryaux États-Unis
Dans son ouvrage French Theory, Foucault, Derrida, Deleuze & Cie et les mutations de la vie intellectuelle aux États-Unis (2003), François Cusset analyse comment les penseurs français Foucault, Barthes, Derrida, Baudrillard et Deleuze ont marqué aux États-Unis la vie intellectuelle des campus et certaines formes de militantisme à partir des années 1980 à une période où, paradoxalement, ils tombaient en France dans un relatif oubli.

### Analyse des années 1980 en France
Dans La Décennie : le grand cauchemar des années 1980 (2006), François Cusset propose une analyse des mutations intellectuelles et sociales survenues en France durant une période allant du reflux des idées portées par Mai 68 (milieu des années 1970) aux grèves de 1995 contre les projets de réforme des retraites et de la Sécurité sociale. Il met en particulier en avant le rôle de personnes issues de la contestation soixante-huitarde et de leurs médias (Libération, Le Nouvel Observateur, etc.). 
Sur le plan politique, il constate la disparition de la question sociale dans un climat de modernisation technocratique où le marché apparaît incontournable. L’esprit d’entreprise et la valeur centrale de l’argent s’imposent, phénomène symbolisé par la figure médiatisée de Bernard Tapie.

### Analyse des années 1990 dans le monde et droitisation
François Cusset a dirigé l’ouvrage collectif Une histoire (critique) des années 1990 visant à restituer l’atmosphère politique, culturelle et intellectuelle de la dernière décennie du XXe siècle. Il y a rédigé un chapitre sur l’histoire des idées où, sous le signe d’un double effondrement (celui du mur de Berlin et celui des tours jumelles du World Trade Center), deux axes majeurs guident la production intellectuelle : la fin du communisme et la montée du danger islamiste.
En 2016, il publie un essai intitulé La droitisation du monde. Selon Cusset, le dernier demi-siècle serait caractérisé « par un cycle contre-révolutionnaire qui constitue un retournement ». Ce nouveau cycle s'opposerait au « cycle émancipateur, progressiste du milieu du XXe siècle ». Il estime qu'au sein de la droite, « deux lignes historiquement en contradiction ont formé une alliance stratégique : la droite des marchés, du libre-échange radicalisé, de la haine de l’État et de la suppression de toutes les barrières à la mondialisation économique, et la droite des valeurs patrimoniales, chrétiennes et identitaires »,. Pour le philosophe conservateur de gauche Jean-Claude Michéa, la notion de « droitisation », mise en avant par François Cusset, est un concept médiatique qui présente le défaut de considérer la « société » comme un bloc homogène. Il homogénéise notamment la notion de « droite », qui reste plurielle. Par sa condamnation des valeurs dites « traditionnelles » telles que le sentiment d’appartenance, ou l’exigence de civilité qui avaient contribué à freiner dans les classes populaires, le processus d'atomisation du monde porté par le capitalisme, le concept de droitisation ne représenterait qu'« une des multiples façons dont les élites libérales ont coutume de stigmatiser le "repli sur soi" et le "passéisme" de ces classes "subalternes" ».
François Cusset s'est également montré très critique sur l'idée qu'il existerait une idéologie woke, qu'il considère comme « un fantasme de la droite réactionnaire qu'elle a mis sur le marché des fantasmes politiques ».

### Romancier
Il est l'auteur de trois romans aux Éditions P.O.L : À l'abri du déclin du monde en 2012, Les Jours et les jours en 2015 et Finale fantaisie en 2022, autour de « la vieillesse de corps et d’esprit dans un récit d’anticipation » selon Les Inrocks, « un récit de fin de vie dont les quatre personnages ont décidé, pour échapper à l’Ehpad, de s’installer ensemble au dernier étage d’un immeuble parisien ».

## Interventions publiques
François Cusset fait partie des signataires d'une tribune dénonçant le texte d’orientation adopté pour trois ans par le Mouvement contre le racisme et pour l'amitié entre les peuples (Mrap) à son congrès des 30 mars et 1er avril 2012 à Bobigny (Seine-Saint-Denis). Cette tribune critique un emploi « a-critique » du « terme "racisme anti-blanc" ». Selon eux, « faut-il rappeler avec Albert Memmi ce que celui-ci expliquait déjà il y a un demi-siècle : aucun lien ne peut être établi entre le racisme du dominant, reflétant et s’appuyant sur la puissance des dispositifs de domination, et ce qu’il désignait par "racisme édenté", c’est-à-dire cette forme de "racisme" du dominé, sans force, sans pouvoir, incapable de n’être autre chose que des mots, et dont on pourrait se demander en conséquence s’il mérite même d’être considéré comme un racisme ? ».
En novembre 2015, avec plusieurs intellectuels français, il signe dans Libération une tribune appelant à manifester, malgré son interdiction, le 29 novembre à Paris contre l'instauration de l'état d'urgence. Ils notent : « C’est une victoire pour Daesh que d’avoir provoqué la mise sous tutelle sécuritaire de la population tout entière […] S’il existe quelque chose comme une valeur française, c’est d’avoir refusé depuis au moins deux siècles de laisser la rue à l’armée ou à la police […] nous n’acceptons pas que le gouvernement manipule la peur pour nous interdire de manifester ».
François Cusset publie le 15 décembre 2018 dans le journal Le Monde une tribune dans laquelle il met en garde contre ce qu'il appelle une montée de la "menace fasciste" en France ; il y rapproche le terme « islamophobie » de la loi de 2004 contre les signes religieux et utilise le terme « violence autoritaire » pour évoquer les réactions policières aux débordements et violences lors de manifestations.

## Publications

### Livres

#### Essais
- Queer critics : la littérature française déshabillée par ses homo-lecteurs, PUF, Paris, 2002
- French Theory, Foucault, Derrida, Deleuze & Cie et les mutations de la vie intellectuelle aux États-Unis, La Découverte, Paris, 2003, 378 p.  (ISBN 9782707146731)[15]
- La Décennie : le grand cauchemar des années 1980, La Découverte, Paris, 2006, 378 p.  (ISBN 9782707153760)
- Contre-discours de Mai : ce qu'embaumeurs et fossoyeurs de 68 ne disent pas à ses héritiers, Actes Sud, Paris, 2008
- Une histoire (critique) des années 90, La Découverte, Paris, 2014, 378 p.  (ISBN 9782707181930)
- La Droitisation du monde, Textuel, Paris, 2016, 112 p.  (ISBN 978-2845975668)
- Le Déchaînement du monde : Logique nouvelle de la violence, La Découverte, Paris, 2018, 237 p.  (ISBN 978-2-7071-9815-0)
- Le Génie du confinement, Les Liens qui libèrent, Paris, 2021, 304 p.  (ISBN 9791020909695)
- La Haine de l’émancipation, Gallimard, coll. « Tract », 2023

#### Romans
- À l'abri du déclin du monde, P.O.L, Paris, 2012, 352 p.  (ISBN 978-2-8180-1670-1)
- Les Jours et les jours, P.O.L, Paris, 2015, 348 p.  (ISBN 978-2-8180-1488-2)
- Finale Fantaisie, Paris/53-Mayenne, P.O.L, 2022, 272 p. (ISBN 978-2-8180-5511-3)

### Articles
- « La guichetière, le texte et le président »[16], Vacarme, n° 41, automne 2007
- « Cybernétique et "théorie française" : faux alliés, vrais ennemis », Multitudes, n° 22, automne 2005
- « Fragments d'un Deleuze américain », Le Nouveau Magazine littéraire, n° 406, 2002
- « L'Amérique déconstruite », Le Nouveau Magazine littéraire, n° 430, 2004
- « L'oracle californien », Le Nouveau Magazine littéraire, n° 435, 2004
- « La zone d'autonomie est temporaire », Le Nouveau Magazine littéraire, n° 436, 2004
- « Dépasser la French Theory », Le Nouveau Magazine littéraire, n° 457, 2006
- « La foire aux fiefs », Le Monde diplomatique, n° 638, 2007
- « Votre capital santé m'intéresse », Le Monde diplomatique, n° 646, 2008
- « Si chers amis », Le Monde diplomatique, n° 753, 2016
- « Au Chiapas, la révolution s'obstine », Le Monde diplomatique, n° 759, 2017
- « Faux amis et camarades », Manière de voir, n° 168, 2019

### Entretien
- « La mort des idéologies... »[17] dans Libération, 4 novembre 2006